# Klubi Sportiv Flamurtari Vlorë 2014-2015

## Rosa
| N. |                               | Ruolo | Calciatore                    |
| -- | ----------------------------- | ----- | ----------------------------- |
| 1  | Albania (bandiera)            | P     | Ilion Lika                    |
| 3  | Albania (bandiera)            | D     | Valto Zeqaj                   |
| 4  | Albania (bandiera)            | D     | Hektor Idrizaj                |
| 6  | Kosovo (bandiera)             | D     | Shkodran Metaj                |
| 9  | Kosovo (bandiera)             | C     | Lorik Maxhuni                 |
| 10 | Macedonia del Nord (bandiera) | C     | Nijas Lena                    |
| 11 | Albania (bandiera)            | D     | Franc Veliu (capitano)        |
| 12 | Francia (bandiera)            | A     | Bédi Buval                    |
| 13 | Albania (bandiera)            | D     | Polizoi Arbëri                |
| 14 | Albania (bandiera)            | C     | Erjon Vuçaj                   |
| 15 | Albania (bandiera)            | D     | Armandi Myrtaj                |
| 17 | Albania (bandiera)            | C     | Bruno Telushi (vice-capitano) |
| 19 | Albania (bandiera)            | C     | Albin Hodza                   |

| N. |                    | Ruolo | Calciatore         |
| -- | ------------------ | ----- | ------------------ |
| 20 | Albania (bandiera) | C     | Taulant Kuqi       |
| 21 | Albania (bandiera) | A     | Arbër Abilaliaj    |
| 22 | Albania (bandiera) | C     | Dejvi Bregu        |
| 23 | Albania (bandiera) | A     | Ardit Shehaj       |
| 24 | Albania (bandiera) | C     | Denis Duda         |
| 25 | Albania (bandiera) | C     | Ardi Qejvani       |
| 26 | Albania (bandiera) | D     | Andi Hasani        |
| 27 | Albania (bandiera) | A     | Edison Plepi       |
| 28 | Albania (bandiera) | D     | Artan Sakaj        |
| 77 | Albania (bandiera) | C     | Arsid Kruja        |
| 89 | Albania (bandiera) | P     | Klodian Xhelilaj   |
| 99 | Georgia (bandiera) | A     | Nikoloz Gelashvili |
|    | Albania (bandiera) | P     | Edmir Sali         |